# Mahamayuri

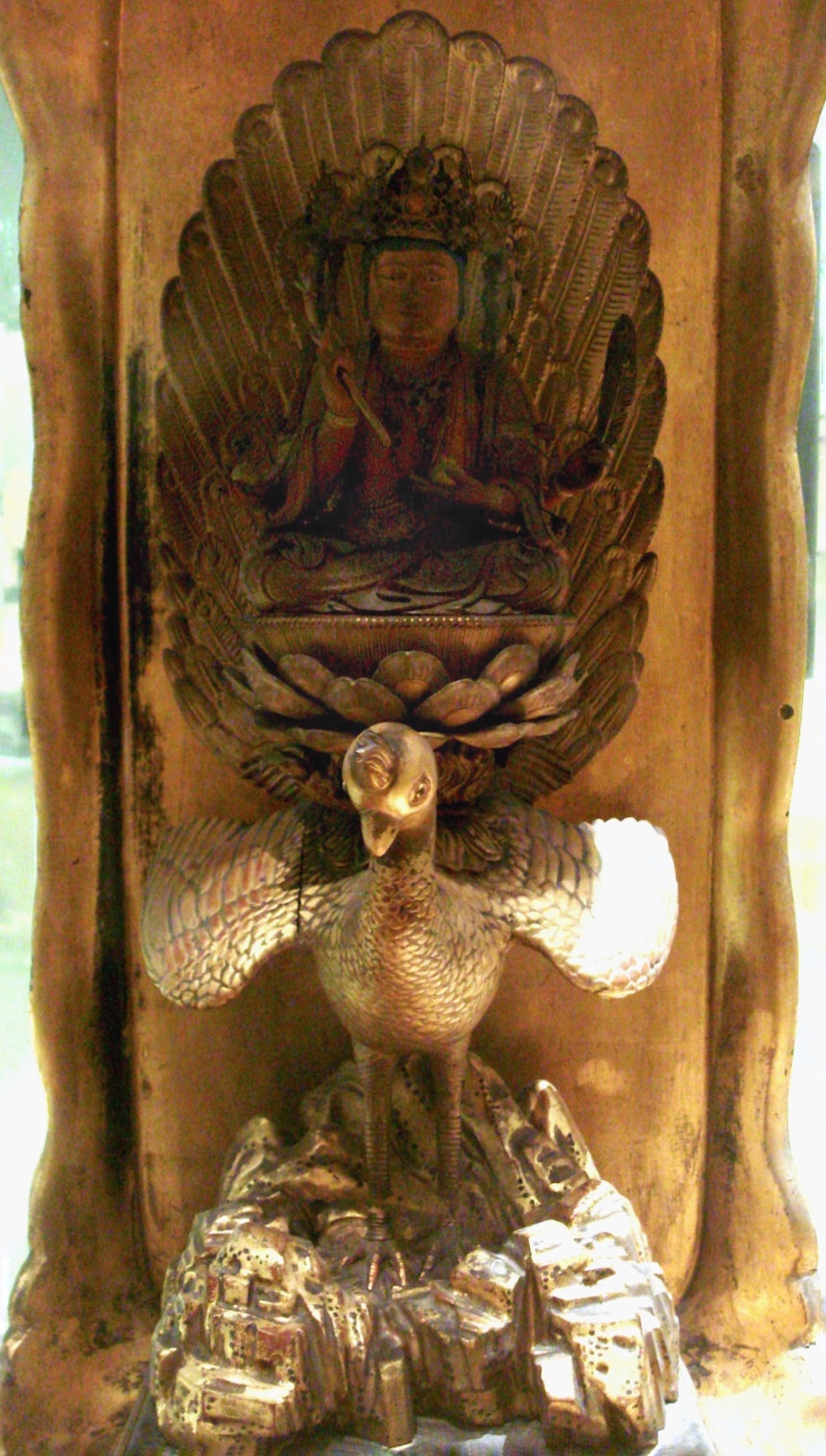
Tượng Khổng tước Minh Vương Mahamayuri đang nài một vị Phật

Khổng Tước Minh Vương (tiếng Phạn: Mahamayuri/महामायूरी/Mahāmāyūrī - Đại (nữ) khổng tước, tiếng Trung Quốc: 孔雀明王/Kǒngquè Míngwáng, tiếng Nhật: 孔雀明王/Kujaku Myōō, tiếng Triều Tiên: 공작명왕/GongJakMyeongWang) tên một vị Minh Vương của Đạo Phật, nguyên căn là một con công thuộc loài công lam Ấn Độ (Khổng Tước- Maurya) là vật cưỡi của Phật Mẫu Chuẩn Đề. 

## Phật giáo
Trong truyền thống Phật giáo Đại thừa, thì Khổng Tước Minh Vương là vị Tôn giả hầu cận Đức Phật mà nguyên căn là một con công, sanh vào thời Khai Thiên lập Địa, tu thành, vâng mệnh Đức Phật cầm giữ giáo lệnh, hiện thân hàng phục bọn ác ma, ủng hộ các nhà tu hành. Khổng Tước Minh Vương là hàng đại thánh của Mật Giáo, có rất nhiều truyền thuyết. Khổng Tước Minh Vương vốn là con Khổng Tước (tiếng Phạn: Mayura/मयूर/Mayūra) đầu tiên của thời khai thiên lập địa, qua suốt mấy ngàn năm ngày đêm tu hành khổ luyện thành tựu phép Ngũ sắc thần quang, sau đó được Chuẩn Đề Bồ Tát hóa độ.
Khổng Tước phát nguyện theo Bồ Tát Chuẩn Đề tu hành và làm bảo tọa cho Ngài ngồi, để đền đáp công ơn hóa độ. Khổng Tước Minh Vương được xưng là Phật Mẫu. Truyền thuyết Mật Giáo kể rằng, khi Đức Phật Thích Ca đắc đạo, Khổng Tước nuốt Đức Phật vào trong bụng, sau đó lưng của Khổng Tước Minh Vương nứt ra, Đức Phật Thích Ca hiện ra ngồi trên lưng của Khổng Tước, vết nứt liền lại, vì vậy Khổng Tước được xưng là Phật Mẫu Đại Khổng Tước Minh Vương Bồ Tát.

## Trung Quốc
Kinh Khổng Tước Minh Vương Chú được truyền vào rất sớm ở phương Đông. Đến đời Đường, Mật Giáo thịnh hành, Ngài Bất Không Tam Tạng dich bộ Khổng Tước Minh Vương Họa Tượng Đàn Trường Nghi Quỹ, và từ đây đàn thành của Phật Giáo tu trì Khổng Tước Minh Vương được thiết lập. Trong Phong thần diễn nghĩa của Trung Quốc cũng có kể con công được sanh ra từ thời Khai Thiên lập Địa, tu hành nhiều kiếp, đạt được thần thông.
Vào thời Phong Thần, chim công này hiện thân xuống cõi trần là Khổng Tuyên, làm tướng cho vua Trụ, trấn giữ ải Tam Sơn, được vua Trụ sai đem binh đi đánh Khương Thượng. Khổng Tuyên có năm đạo hào quang ngũ sắc rất mạnh mẽ, có thể thâu được các bửu bối Tiên gia và bắt các tướng dễ dàng. Các tướng của Khương Thượng không ai đánh lại Khổng Tuyên, vì không có cách nào khắc chế đạo hào quang ngũ sắc của Khổng Tuyên. Phải chờ Đức Chuẩn Đề Bồ Tát ở Tây phương đến mới thâu phục được Khổng Tuyên. 